# Renah Sungai Besar
Renah Sungai Besar is een bestuurslaag in het regentschap Bungo van de provincie Jambi, Indonesië. Renah Sungai Besar telt 726 inwoners (volkstelling 2010).